# Proteccionismo

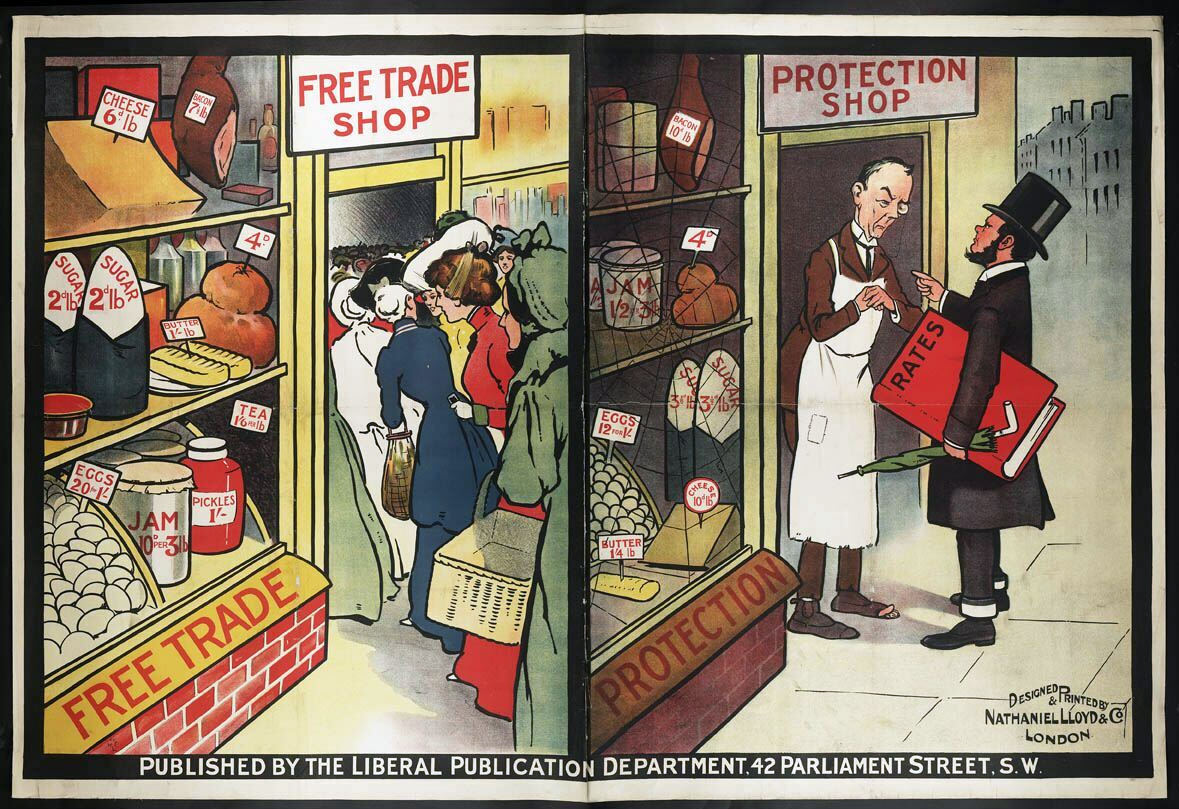
Cartel político donde el Partido Liberal del Reino Unido enfrenta al proteccionismo con el libre comercio; la tienda de libre comercio está llena hasta el borde de los clientes debido a los bajos precios mientras que la tienda basada en el proteccionismo ha sufrido por los altos precios y la falta de clientes.

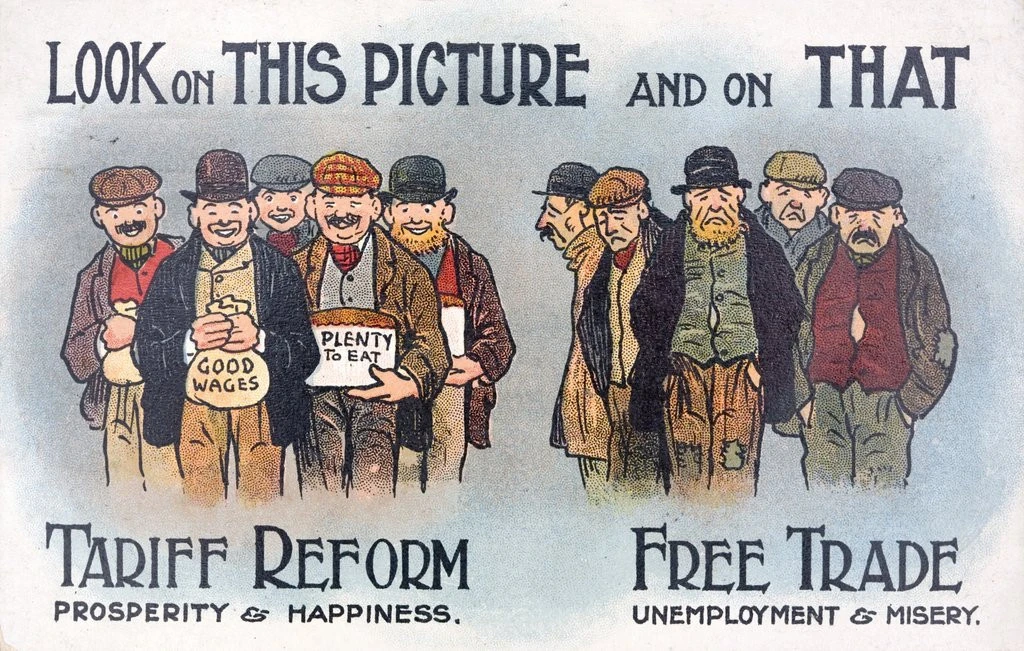
Cartel contra el libre comercio. Según esta imagen de 1910 el proteccionismo conduce a buenos salarios, mientras que el libre comercio conduce al desempleo y a la miseria. (Foto de Michael Nicholson/Corbis vía Getty Images).

El proteccionismo es una política económica intervencionista aplicada por un Estado o grupo de Estados para proteger y favorecer a sus productores nacionales frente a la competencia de los productores extranjeros. Es una forma de regulación del comercio exterior de un país. El proteccionismo se opone al libre comercio (cuyo principal resultado actual es la globalización del comercio) y a la teoría de la ventaja comparativa.
Las medidas proteccionistas consisten esencialmente en restringir las importaciones extranjeras (barreras aduaneras, cuotas de importación, reglamentos gubernamentales, normas técnicas o sanitarias), fomentar las exportaciones (subvenciones diversas, incentivos fiscales, devaluación de la moneda), favorecer a las empresas nacionales en las licitaciones públicas o impedir que los inversionistas extranjeros tomen el control de las empresas nacionales.
El proteccionismo tal y como lo entendemos hoy en día tiene su origen en la Alemania del siglo XIX. El economista alemán Friedrich List se sugería que para que los miembros de la Confederación Germánica alcanzaran un grado de desarrollo similar al Reino Unido, debería defenderse e impulsarse la industria nacional, que no está en condiciones de competir contra la más desarrollada industria británica. Esto debía hacerse restringiendo las importaciones de los productos procedentes de Gran Bretaña.
Al discriminar las importaciones, la gente sería menos propensa a comprarlas porque se vuelven más caras. El objetivo es que compren en su lugar productos locales, estimulando así la economía de su país. Por tanto, las políticas proteccionistas incentivarían la expansión de la producción y la sustitución de las importaciones por productos nacionales (industrialización por sustitución de importaciones). Se supone que deben reducir la presión de la competencia extranjera y reducir el déficit comercial. También pueden utilizarse para corregir los precios artificialmente bajos de determinados productos importados, debido al "dumping", las subvenciones a la exportación o la manipulación de la moneda.
Según una encuesta de la Universidad de Chicago, existe un consenso casi unánime entre los economistas de las universidades de los Estados Unidos que el proteccionismo tiene un impacto negativo sobre el crecimiento y los niveles de riqueza. Los economistas clásicos y neoclásicos, que están a favor del libre comercio argumentan que estas políticas perjudican a los productores. También argumentan que los déficits comerciales no son un problema, ya que el comercio es mutuamente beneficioso. Los economistas que apoyan las políticas proteccionistas sostienen que los desequilibrios comerciales son perjudiciales. Por ejemplo, el británico John Maynard Keynes, que se apartó del libre comercio a principios de la década de 1930, señaló que los países con déficit comercial debilitaban sus economías. Y los países con superávit se enriquecen a costa de los demás. Keynes creía que había que gravar las importaciones de los países con superávit para evitar los desequilibrios comerciales.

## Medidas proteccionistas
Una variedad de medidas se han utilizado para lograr objetivos proteccionistas. Éstas incluyen:
- Protección de tecnologías, patentes, conocimiento técnico y científico.[8][9][10]
- Evitar que los inversores extranjeros tomen el control de las empresas nacionales.[11][12]
- Aranceles: por lo general, los aranceles (o impuestos) se aplican a los bienes importados. Los aranceles generalmente varían según el tipo de bienes importados. Los aranceles de importación aumentarán el costo para los importadores y aumentarán el precio de los productos importados en los mercados locales, reduciendo así la cantidad de bienes importados, para favorecer a los productores locales. Los aranceles también pueden imponerse a las exportaciones, y en una economía con tipos de cambio flotantes, los aranceles de exportación tienen efectos similares a los aranceles de importación. Sin embargo, dado que los aranceles de exportación a menudo se perciben como "perjudiciales" para industrias locales, mientras que los aranceles de importación se perciben como "ayudas" a las industrias locales, los aranceles de exportación rara vez se implementan.
- Cuotas de importación: para reducir la cantidad y, por lo tanto, aumentar el precio de mercado de los bienes importados. Los efectos económicos de un contingente de importación son similares a los de un arancel, excepto que la ganancia de los ingresos fiscales derivada de un arancel se distribuirá a aquellos que reciben licencias de importación. Los economistas a menudo sugieren que las licencias de importación se subasten al mejor postor, o que las cuotas de importación sean reemplazadas por un arancel equivalente.
- Barreras administrativas: a veces se acusa a los países de utilizar sus diversas reglas administrativas (por ejemplo, en relación con la seguridad alimentaria, las normas medioambientales, la seguridad eléctrica, etc.) como una forma de introducir barreras a las importaciones.
- Legislación antidumping: el "dumping" es la práctica de las empresas que venden a los mercados de exportación a precios inferiores a los que se cobran en los mercados nacionales. Los partidarios de las leyes antidumping argumentan que impiden la importación de bienes extranjeros más baratos que causarían el cierre de empresas locales. Sin embargo, en la práctica, las leyes antidumping generalmente se utilizan para imponer aranceles comerciales a los exportadores extranjeros.
- Subvenciones directas: a veces se otorgan subsidios gubernamentales (en forma de pagos a tanto alzado o préstamos baratos) a las empresas locales que no pueden competir bien contra las importaciones. Se dice que estos subsidios "protegen" empleos locales y ayudan a las empresas locales a adaptarse a los mercados mundiales.[13][14]
- Subvenciones a la exportación: los gobiernos suelen utilizar las subvenciones a la exportación para aumentar las exportaciones. Los subsidios a la exportación tienen el efecto opuesto a los aranceles de exportación porque los exportadores obtienen el pago, que es un porcentaje o proporción del valor de exportación. Las subvenciones a la exportación aumentan el volumen del comercio y, en un país con tipos de cambio flotantes, tienen efectos similares a las subvenciones a la importación.
- Control de tasa de cambio: Un gobierno puede intervenir en el mercado de divisas para reducir el valor de su moneda mediante la venta de su moneda en el mercado de divisas. Si lo hace, aumentará el costo de las importaciones y disminuirá el costo de las exportaciones, lo que llevará a una mejora en su balanza comercial. Sin embargo, tal política solo es efectiva en el corto plazo, ya que conducirá a una mayor inflación en el país en el largo plazo, lo que a su vez aumentará el costo real de las exportaciones y reducirá el precio relativo de las importaciones. También suele utilizarse esta estrategia en sentido contrario, un país exportador que quiere romper las restricciones arancelarias de otro país reducirá el valor de su moneda para contrarrestar el efecto de un arancel.[15]
- Sistemas internacionales de patentes: existe un argumento para considerar los sistemas nacionales de patentes como un manto para las políticas comerciales proteccionistas a nivel nacional. Existen dos aspectos de este argumento: uno cuando las patentes de un país forman parte de un sistema de ventaja relativa explotable en negociaciones comerciales contra otro, y un segundo donde adherirse a un sistema mundial de patentes confiere un estatus de "buena ciudadanía" a pesar de 'de facto proteccionismo'. Peter Drahos explica que "Los Estados se dieron cuenta de que los sistemas de patentes podían utilizarse para ocultar estrategias proteccionistas. También hubo ventajas reputacionales para que los estados se adhirieran a los sistemas de propiedad intelectual. Uno podría asistir a las diversas revisiones de las convenciones de París y Berna, participar en el diálogo moral cosmopolita sobre la necesidad de proteger los frutos del trabajo de autor y el genio inventivo... sabiendo todo el tiempo que el sistema nacional de propiedad intelectual era un arma proteccionista útil".[16]
- Campañas políticas que abogan por el consumo interno (por ejemplo, la campaña "Compre estadounidense" en los Estados Unidos, que podría verse como una promoción extralegal del proteccionismo).
- Gasto gubernamental preferencial, como Buy American Act, legislación federal que insta al gobierno de los Estados Unidos a preferir los productos fabricados en los Estados Unidos en sus compras.

En el campo del comercio moderno, muchas otras iniciativas además de los aranceles han sido llamadas proteccionistas. Por ejemplo, algunos comentaristas, como Jagdish Bhagwati, ven los esfuerzos de los países desarrollados por imponer sus propios estándares laborales o medioambientales como proteccionismo. Además, la imposición de procedimientos de certificación restrictivos a las importaciones se considera de esta manera.
Además, otros señalan que los acuerdos de libre comercio a menudo tienen disposiciones proteccionistas, como propiedad intelectual, derechos de autor y restricciones de patentes que benefician a las grandes corporaciones. Estas disposiciones restringen el comercio de música, películas, producto farmacéuticos, software y otros artículos manufacturados a productores de alto costo con cuotas de productores de bajo costo establecidas a cero.

## Desarrollo histórico

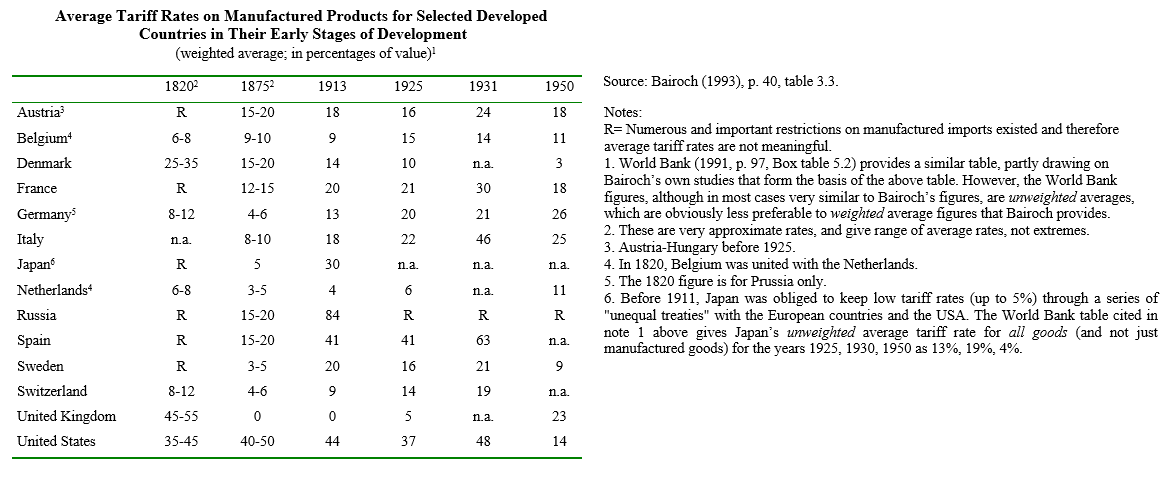
Tipos arancelarios medios de los productos manufacturados

### Reino Unido
En el siglo XIV, Eduardo III (1312-1377) tomó medidas intervencionistas como la prohibición de la importación de telas de lana en un intento de desarrollar la fabricación local de telas de lana. A partir de 1489, Enrique VII puso en práctica planes como el aumento de los derechos de exportación de la lana cruda. Los monarcas Tudor, especialmente Enrique VIII e Isabel I, utilizaron el proteccionismo, los subsidios, la distribución de los derechos de monopolio, el espionaje industrial patrocinado por el gobierno y otros medios de intervención gubernamental para desarrollar la industria de la lana en Inglaterra. Inglaterra se convirtió posteriormente en la mayor nación productora de lana del mundo.
Pero el verdadero punto de inflexión proteccionista en la política económica del Reino Unido llegó en 1721. Las políticas de promoción de las industrias manufactureras fueron introducidas a partir de esa fecha por Robert Walpole. Entre ellas figuraban, por ejemplo, el aumento de los aranceles sobre los productos manufacturados extranjeros importados, las subvenciones a la exportación, la reducción de los aranceles sobre las materias primas importadas utilizadas para los productos manufacturados y la supresión de los derechos de exportación sobre la mayoría de los productos manufacturados. Estas políticas fueron similares a las utilizadas por países como Japón, Corea y Taiwán después de la Segunda Guerra Mundial. Así pues, Gran Bretaña fue el primer país que aplicó una estrategia de desarrollo de industrias incipientes en gran escala. Al presentar su política, Walpole dijo: 

Está claro que nada contribuye tanto a la promoción del bienestar público como la exportación de productos manufacturados y la importación de materias primas extranjeras.

Las políticas proteccionistas de Walpole se mantuvieron durante el siguiente siglo, ayudando a las industrias manufactureras británicas a ponerse al día y a adelantarse a sus homólogos en el continente. El Reino Unido siguió siendo un país altamente proteccionista hasta mediados del siglo XIX. En 1820, la tasa arancelaria promedio del Reino Unido sobre las importaciones manufacturadas era de 45-55 %. Además, en sus colonias, Reino Unido impuso una prohibición total de las actividades de fabricación avanzada que no quería ver desarrolladas. Walpole obligó a los estadounidenses a especializarse en productos de bajo valor añadido en lugar de productos de alto valor añadido. Reino Unido también prohibió las exportaciones de sus colonias que compitieran con sus propios productos en el país y en el extranjero. Prohibió las importaciones de textiles de algodón de la India, que en ese momento eran superiores a los productos británicos. Prohibió la exportación de tejidos de lana de sus colonias a otros países (Ley de la lana). Finalmente, Reino Unido quería asegurarse de que los colonos se ciñeran a la producción de materias primas y nunca se convirtieran en un competidor de los fabricantes británicos. Se establecieron políticas para fomentar la producción de materias primas en las colonias. Walpole proporcionó subsidios a la exportación (por el lado americano) y abolió los impuestos a la importación (por el lado británico) sobre las materias primas producidas en las colonias americanas. Las colonias se vieron así obligadas a dejar las industrias más rentables en manos de Gran Bretaña.
A principios del siglo XIX, el arancel medio de los productos manufacturados británicos era de alrededor del 50 %, el más alto de todos los principales países europeos. A pesar de su creciente liderazgo tecnológico sobre otras naciones, Reino Unido continuó su política de promoción industrial hasta mediados del siglo XIX, y mantuvo aranceles muy altos sobre los productos manufacturados hasta la década de 1820, dos generaciones después del comienzo de la Revolución Industrial. Así, según el historiador económico Paul Bairoch, el avance tecnológico del Reino Unido se logró "detrás de barreras arancelarias altas y duraderas". En 1846, la tasa de industrialización per cápita era más del doble que la de sus competidores más cercanos.
El libre comercio en el Reino Unido comenzó en serio con la derogación de las Leyes del Maíz en 1846, que equivalía al libre comercio de granos. También se suprimieron los aranceles sobre muchos productos manufacturados. Pero mientras [el liberalismo] progresaba en el Reino Unido, el proteccionismo continuaba en el continente. Reino Unido practicó el libre comercio unilateralmente con la vana esperanza de que otros países siguieran su ejemplo, pero los Estados Unidos salieron de la Guerra civil aún más explícitamente proteccionistas que antes, Alemania bajo Bismarck rechazó el libre comercio, y el resto de Europa siguió su ejemplo.
Desde la década de 1870, la economía británica siguió creciendo, pero quedó inexorablemente rezagada respecto de los Estados Unidos y Alemania, que siguieron siendo proteccionistas: de 1870 a 1913, la producción industrial creció en promedio un 4,7 % anual en los Estados Unidos, un 4,1 % en Alemania y solo un 2,1 % en el Reino Unido. Así, el Reino Unido fue finalmente superado económicamente por los Estados Unidos alrededor de 1880. El liderazgo del Reino Unido en varios campos como el acero y los textiles se erosionó, y luego el país se quedó atrás a medida que nuevas industrias, utilizando tecnologías más avanzadas, surgieron después de 1870 en otros países que todavía practicaban el proteccionismo.
Debido a la Gran Depresión, el Reino Unido abandonó finalmente el libre comercio en 1932, reconociendo que había perdido su capacidad de producción en beneficio de los Estados Unidos y Alemania, que seguían siendo proteccionistas. Reintrodujo los aranceles a gran escala, pero era demasiado tarde para restablecer la posición de la nación como potencia económica dominante. En 1932, el nivel de industrialización en los Estados Unidos era 50 % más alto que en el Reino Unido.

### Estados Unidos

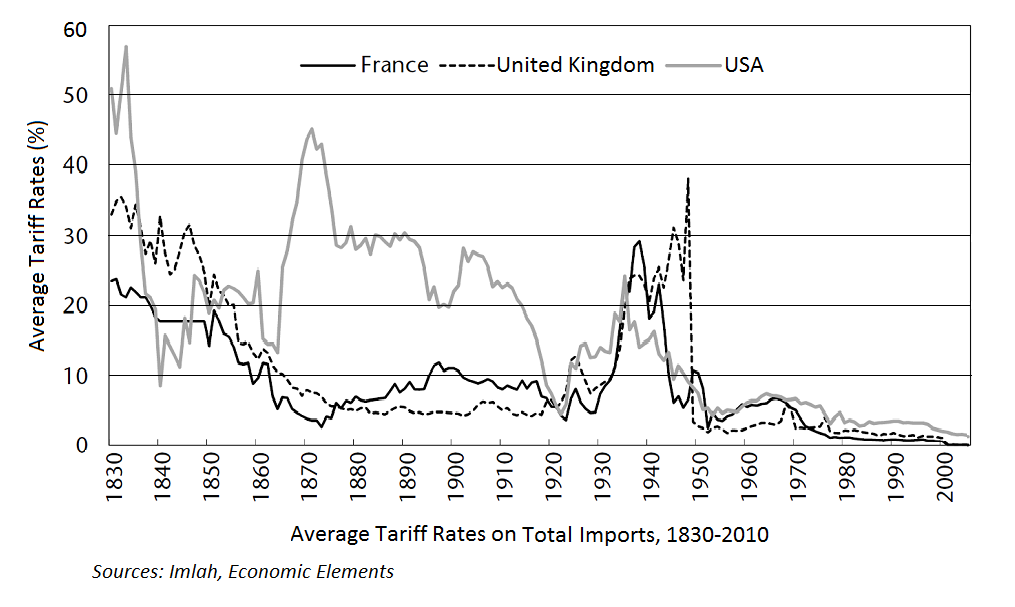
Tasas arancelarias (Francia, Reino Unido, EE. UU.)

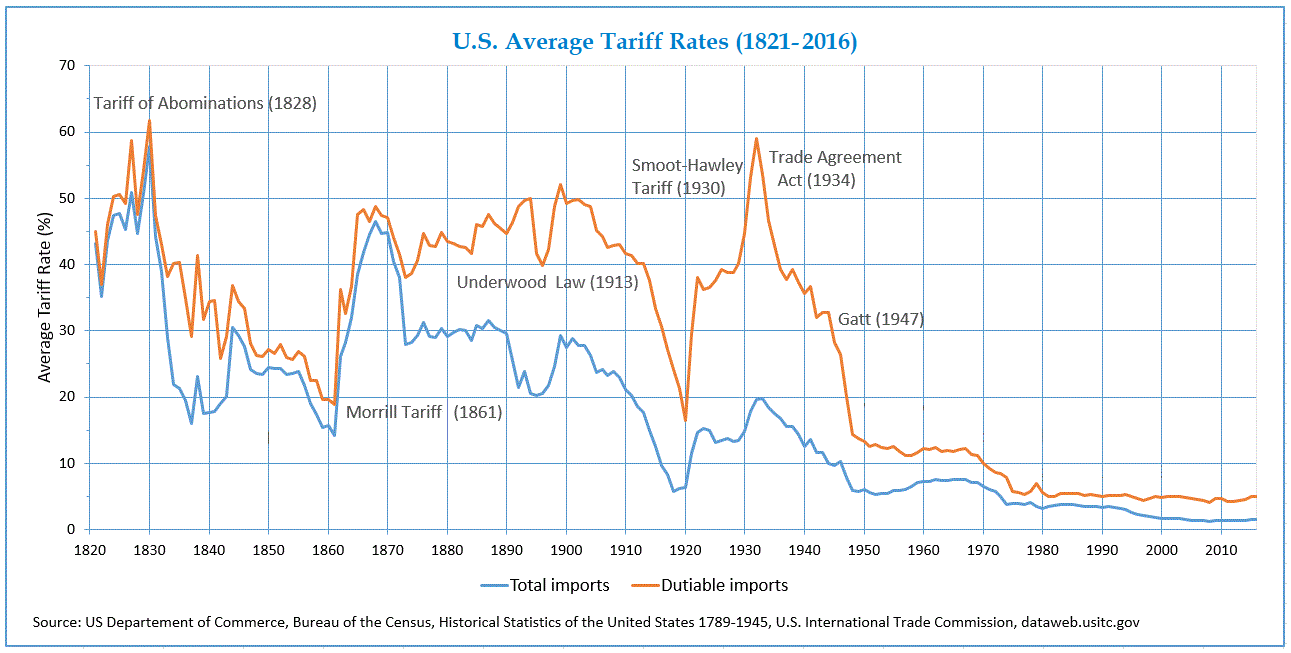
Tarifas arancelarias promedio en los Estados Unidos (1821-2016)

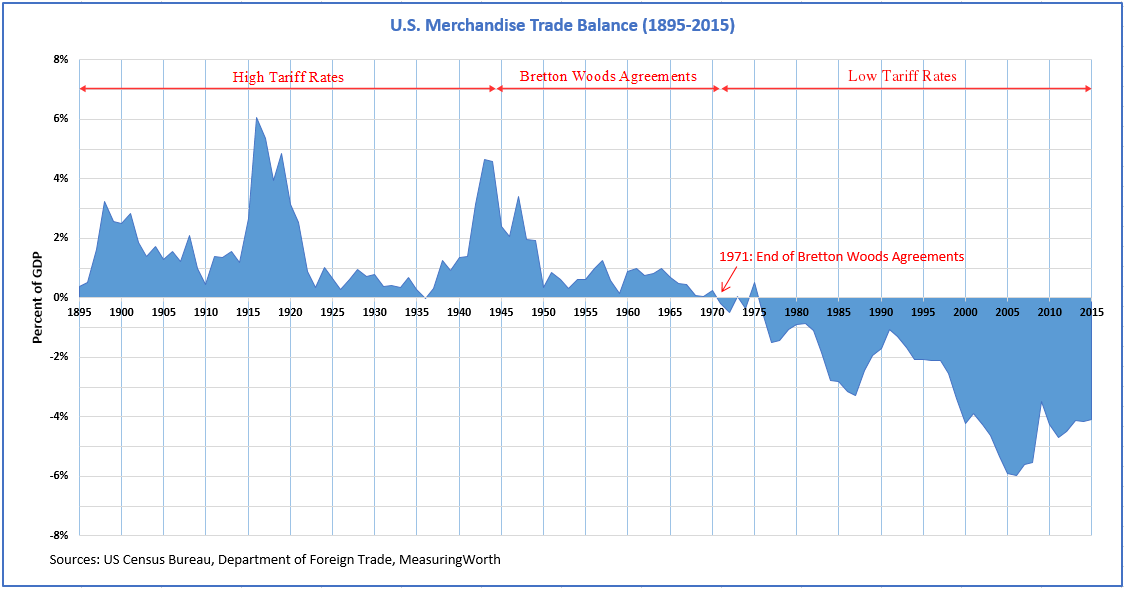
Balanza comercial de EE. UU. (1895-2015)

Reino Unido fue el primer país que utilizó una estrategia de promoción de la industria incipiente a gran escala. Sin embargo, su usuario más ardiente fue Estados Unidos; Paul Bairoch lo llamó "la madre patria y bastión del proteccionismo moderno".
Muchos intelectuales y políticos estadounidenses consideraron que la teoría del libre comercio defendida por los economistas clásicos británicos no era apropiada para su país. Argumentaron que el país debía desarrollar industrias manufactureras y utilizar la protección y los subsidios del gobierno para hacerlo, como había hecho Reino Unido antes que ellos. Muchos de los grandes economistas americanos de la época, hasta el último cuarto del siglo XIX, fueron fuertes defensores de la protección industrial: Daniel Raymond que influyó en Friedrich List, Mathew Carey y su hijo Henry, que fue uno de los asesores económicos de Lincoln. El líder intelectual de este movimiento fue Alexander Hamilton, primer secretario del Tesoro de los Estados Unidos (1789-1795). Así, fue contra la teoría de la ventaja comparativa de David Ricardo que los Estados Unidos protegieron su industria. Siguieron una política proteccionista desde principios del siglo XIX hasta mediados del siglo XX, después de la Segunda Guerra Mundial.
En Report of manufactures, considerado el primer texto que expresa la teoría proteccionista moderna, Alexander Hamilton sostuvo que si un país deseaba desarrollar una nueva actividad en su suelo, debía protegerlo temporalmente. En su opinión, esta protección contra los productores extranjeros podría adoptar la forma de derechos de importación o, en casos excepcionales, de una prohibición de las importaciones. Pidió que se establecieran barreras arancelarias para permitir el desarrollo industrial estadounidense y ayudar a proteger las industrias incipientes, incluidas las primas (subvenciones) derivadas en parte de esos aranceles. También creía que los aranceles sobre las materias primas debían ser generalmente bajos. Hamilton argumentaba que a pesar de un "aumento de precios" inicial causado por las regulaciones que controlan la competencia extranjera, una vez que "la manufactura doméstica ha alcanzado la perfección"...invariablemente se vuelve más barato". También creía que los impuestos sobre la materia prima debían ser generalmente bajos. En ese informe, Hamilton propuso una serie de medidas para asegurar el desarrollo industrial de su país, entre ellas, aranceles protectores y prohibiciones de importación, subvenciones, prohibiciones de exportación de materias primas clave, liberalización de las importaciones y rebajas arancelarias de los insumos industriales, precios y patentes de las invenciones, reglamentación de las normas de productos y desarrollo de la infraestructura financiera y de transporte. Hamilton proporcionó el plano de la política económica de los EE. UU. hasta el final de la Segunda Guerra Mundial y su programa de industrias incipientes creó las condiciones para un rápido desarrollo industrial.
Alexander Hamilton y Daniel Raymond fueron de los primeros teóricos en presentar el [argumento de la industria infantil]. Hamilton fue el primero en utilizar el término "industrias nacientes" y en introducirlo en la vanguardia del pensamiento económico. Creía que la independencia política se basaba en la independencia económica. El aumento de la oferta interna de productos manufacturados, en particular de material de guerra, se consideraba una cuestión de seguridad nacional. Y temía que la política británica hacia las colonias condenara a los Estados Unidos a ser un mero productor de productos agrícolas y materias primas.
Inicialmente, Reino Unido no quería industrializar las colonias americanas y aplicó políticas a tal efecto (por ejemplo, la prohibición de actividades manufactureras de alto valor añadido). Bajo el dominio británico, a América se le negó naturalmente el uso de aranceles para proteger sus nuevas industrias. Estaba prohibido exportar productos que compitieran con los británicos. Recibió subsidios para producir materias primas. Además, se impusieron restricciones absolutas a lo que los americanos podían producir. Se prohibió la fabricación de productos de alta tecnología. Así pues, la Revolución Americana fue, en cierta medida, una guerra contra esta política, en la que la élite empresarial colonial se rebeló contra el hecho de verse obligada a desempeñar un papel menor en la emergente economía atlántica. Esto explica por qué, después de la independencia, la Ley de Aranceles de 1789 fue el segundo proyecto de ley de la República firmado por el presidente George Washington para permitir al Congreso imponer un arancel único del 5 % a todas las importaciones, con algunas excepciones.
Entre 1792 y la guerra con el Reino Unido en 1812, el nivel medio de los aranceles se mantuvo en torno al 12,5 %, que era demasiado bajo para proporcionar un incentivo a los compradores de productos manufacturados para apoyar las nacientes industrias estadounidenses. Cuando estalló la Guerra angloamericana de 1812, todos los aranceles se duplicaron hasta un promedio del 25 por ciento para satisfacer el aumento de los gastos del gobierno debido a la guerra. La guerra allanó el camino para nuevas industrias al interrumpir las importaciones de productos manufacturados del Reino Unido y el resto de Europa. Un cambio significativo en la política se produjo en 1816, cuando los industriales americanos que habían prosperado con los aranceles presionaron para mantenerlos. Se introdujo una nueva ley para mantener el nivel de los aranceles cerca de los niveles de tiempos de guerra - los productos especialmente protegidos fueron el algodón, la lana y el hierro. Los intereses industriales americanos que habían florecido bajo la tarifa presionaron para mantenerla, y la incrementaron al 35 por ciento en 1816. El público lo aprobó, y para 1820, el arancel promedio de América había subido al 40 por ciento. Entre 1816 y el final de la Segunda Guerra Mundial, los Estados Unidos tuvieron una de las tasas arancelarias promedio más altas del mundo sobre las importaciones de manufacturas.
Hubo un breve período de 1846 a 1861, durante el cual se redujeron los aranceles americanos, coincidiendo con el cenit del liberalismo clásico en Europa. Pero esto fue seguido por una serie de recesiones y el pánico de 1857, que finalmente llevó a demandas de tarifas más altas que el presidente James Buchanan firmó en 1861 (Morrill Tariff). Pero incluso durante los períodos de disminución de las tasas arancelarias promedio, los aranceles de EE. UU. se mantuvieron entre los más altos del mundo.
Después de que los Estados Unidos superaran a las industrias europeas en el decenio de 1890, el argumento a favor del Arancel de Mckinley ya no era proteger a las "industrias en ciernes" sino mantener el nivel de los salarios de los trabajadores, mejorar la protección del sector agrícola y el principio de reciprocidad.
En el siglo XIX, estadistas como el senador Henry Clay retomaron los temas de Hamilton en el Whig Party bajo el nombre de "American System" que consistía en la protección de las industrias y el desarrollo de la infraestructura en oposición explícita al "sistema británico" de libre comercio.
La Guerra Civil Americana (1861-1865) fue parcialmente disputada por la cuestión de los aranceles. Los intereses agrarios del Sur se oponían a cualquier protección, mientras que los intereses manufactureros del Norte querían mantenerla. El muy joven Partido Republicano (Estados Unidos) dirigido por Abraham Lincoln, que se llamaba a sí mismo "Henry Clay tariff Whig", se oponía firmemente al libre comercio. Al principio de su carrera política, Lincoln fue miembro del proteccionista Partido Whig y partidario de Henry Clay. En 1847, declaró:"Danos un arancel protector y tendremos la nación más grande del mundo". Introdujo una tarifa del 44 por ciento durante la [Guerra Civil], en parte para pagar el ferrocarril y los subsidios de esfuerzo de guerra y para proteger las industrias favorecidas. Los aranceles se mantuvieron en este nivel incluso después de la guerra, por lo que la victoria del Norte en la Guerra Civil aseguró que los Estados Unidos siguieran siendo uno de los mayores practicantes de la protección arancelaria para la industria.
En 1896, el Gobierno republicano se comprometió a "renovar y subrayar nuestra lealtad a la política de protección como baluarte de la independencia industrial de los Estados Unidos y fundamento del desarrollo y la prosperidad". Esta genuina política americana grava los productos extranjeros y fomenta la industria nacional. Coloca la carga de los ingresos en los productos extranjeros; asegura el mercado americano para el productor americano. Mantiene el estándar salarial americano para el trabajador americano".
En 1913, tras la victoria electoral de los demócratas en 1912, el arancel medio sobre los productos manufacturados se redujo significativamente del 44 % al 25 %. Sin embargo, la Primera Guerra Mundial hizo que este proyecto de ley fuera ineficaz, y se introdujo una nueva legislación tarifaria de "emergencia" en 1922, después de que los republicanos volvieran al poder en 1921.
Según el economista Ha-Joon Chang, el período proteccionista correspondió así a la edad de oro de la industria estadounidense, cuando el rendimiento económico de los Estados Unidos superó al del resto del mundo. Adoptaron una política intervencionista y proteccionista para promover y proteger sus industrias a través de los aranceles. Esto habría permitido a los Estados Unidos experimentar el crecimiento económico más rápido del mundo a lo largo del siglo XIX y en los años 20. Fue solo después de la Segunda Guerra Mundial que los Estados Unidos liberalizaron su comercio exterior.
Según el historiador económico Douglas Irwin, un mito común sobre la política comercial estadounidense es que los aranceles bajos perjudicaron a los fabricantes estadounidenses a principios del siglo XIX y que los aranceles elevados convirtieron a los Estados Unidos en una gran potencia industrial a fines del siglo XIX. Una reseña de The Economist del libro de Irwin 2017 Choque sobre el comercio: una historia de las notas de política comercial de los Estados Unidos:

La dinámica política llevaría a la gente a ver un vínculo entre los aranceles y el ciclo económico que no existía. Un boom generaría ingresos suficientes para que los aranceles cayeran, y cuando surgiera la crisis, aumentaría la presión para que volvieran a subir. Para cuando eso sucediera, la economía se estaría recuperando, dando la impresión de que los recortes arancelarios provocaron el colapso y el reverso generó la recuperación. Irwin también refuta metódicamente la idea de que el proteccionismo convirtió a Estados Unidos en una gran potencia industrial, una noción que algunos creen que ofrece lecciones para los países en desarrollo en la actualidad. Dado que su participación en la fabricación mundial se elevó del 23 % en 1870 al 36 % en 1913, los aranceles reconocidamente altos de la época llegaron con un costo, estimado en alrededor del 0,5 % del PIB a mediados de la década de 1870. En algunas industrias, podrían haber acelerado el desarrollo en unos pocos años. Pero el crecimiento estadounidense durante su período proteccionista tuvo más que ver con sus abundantes recursos y su apertura a las personas y las ideas.

La administración Bush implementó aranceles sobre el acero chino en 2002; de acuerdo con una revisión de 2005 de la investigación existente sobre la tarifa, todos los estudios encontraron que las aranceles causaron más daño que ganancias a la economía y al empleo de EE. UU. La administración de Obama implementó aranceles sobre los neumáticos chinos entre 2009 y 2012 como medida antidumping; un estudio de 2016 encontró que estas aranceles no tuvieron impacto en el empleo y los salarios en la industria de neumáticos de EE. UU.

### Rusia
Rusia adoptó más medidas comerciales proteccionistas en 2013 que cualquier otro país, lo que la convierte en líder mundial del proteccionismo. Por sí sola, ha introducido el 20 % de las medidas proteccionistas en todo el mundo y un tercio de las medidas en los países del G20. Las políticas proteccionistas de Rusia incluyen medidas arancelarias, restricciones a la importación, medidas sanitarias y subvenciones directas a las empresas locales. Por ejemplo, el estado ha apoyado a varios sectores económicos como la agricultura, el espacio, la automoción, la electrónica, los productos químicos y la energía·.
En los últimos años, la política de sustitución de las importaciones a través de los aranceles, es decir, la sustitución de los productos importados por productos nacionales, se ha considerado un éxito, ya que ha permitido a Rusia aumentar la producción nacional y ahorrar varios miles de millones de dólares. Rusia ha podido reducir las importaciones y poner en marcha una producción nacional emergente y cada vez más eficiente en casi todos los sectores industriales. Los resultados más significativos se han logrado en la agricultura y el procesamiento de alimentos, la industria automotriz, química, farmacéutica, aeronáutica y marina.
A partir de 2014, se han aplicado aranceles a los productos importados en el sector alimentario. Rusia ha reducido sus importaciones de alimentos, mientras que la producción nacional ha aumentado considerablemente. El costo de las importaciones de alimentos aumentó de 60.000 millones de dólares en 2014 a 20.000 millones de dólares en 2017 y el país disfruta de una producción récord de cereales. Rusia ha fortalecido su posición en el mercado mundial de alimentos y se ha vuelto autosuficiente en alimentos. En los sectores de la pesca y de las frutas y hortalizas, la producción nacional ha aumentado considerablemente, las importaciones han disminuido y la balanza comercial (diferencia entre las exportaciones y las importaciones) ha mejorado. En el segundo trimestre de 2017, se espera que las exportaciones agrícolas superen a las importaciones, convirtiendo a Rusia en un exportador neto por primera vez··.

### India
A partir de 2017, como parte de la promoción de su programa "Make in India" para estimular y proteger la industria manufacturera nacional y combatir los déficits en cuenta corriente, la India ha introducido aranceles sobre varios productos electrónicos y "artículos no esenciales". Se trata de artículos importados de países como China y Corea del Sur. Por ejemplo, el programa nacional de energía solar de la India favorece a los productores nacionales al exigir el uso de células solares de fabricación india.

### Europa
Europa se volvió cada vez más proteccionista durante el siglo XVIII. Los historiadores económicos Findlay y O'Rourke escriben que "inmediatamente después de las guerras napoleónicas, las políticas comerciales europeas fueron casi universalmente proteccionistas", con la excepción de países más pequeños como los Países Bajos y Dinamarca.
Hasta la mitad del siglo XIX, el Reino Unido practicó una política comercial particularmente proteccionista. El Reino Unido superó en renta per cápita a los demás países europeos, superando ampliamente a Francia y Alemania que tenían rentas per cápita similares entre sí. En 1846, la ley sobre el trigo fue abolida. Según el economista Charles Kindleberger, la abrogación de estas leyes fue motivada por un “imperialismo librecambista” destinado a “detener el avance de la industrialización del continente a través de una ampliación del mercado de productos agrícolas y de materias primas”. Ese fue por otra parte el argumento que desplegaron los principales voceros de la Anti-Corn Law League. Según el economista Friedrich List, "la prédica británica a favor del librecambio recuerda la actitud de quien, una vez en lo alto, arroja al piso la escalera para evitar que otros suban".
Europa liberalizó cada vez más su comercio durante el siglo XIX. Países como Gran Bretaña, Holanda, Dinamarca, Portugal y Suiza, y posiblemente Suecia y Bélgica, se habían movido completamente hacia el libre comercio antes de 1860. Los historiadores económicos ven la derogación de las Leyes del maíz en 1846 como el cambio decisivo hacia el libre comercio en Gran Bretaña. Un estudio de 1990 del historiador económico de Harvard Jeffrey Williamsson mostró que las leyes de maíz (que impusieron restricciones y aranceles al grano importado) aumentaron sustancialmente el costo de la vida de los trabajadores británicos no calificados y capacitados, y obstaculizaron el sector manufacturero británico al reducir los ingresos disponibles que Los trabajadores británicos podrían haber gastado en productos manufacturados. El cambio hacia la liberalización en el Reino Unido se debió en parte a "la influencia de economistas como David Ricardo", pero también a "el creciente poder de los intereses urbanos".
Findlay y O'Rourke caracterizan el tratado de 1860 Cobden Chevalier entre Francia y el Reino Unido como "un cambio decisivo hacia el libre comercio europeo". Este tratado fue seguido por numerosos acuerdos de libre comercio: "Francia y Bélgica firmaron un tratado en 1861; un tratado franco-prusiano fue firmado en 1862; Italia entró en la "red de tratados Cobden-Chevalier" en 1863 (Bairoch 1989, 40); Suiza en 1864; Suecia, Noruega, España, los Países Bajos y las ciudades hanseáticas en 1865; y Austria en 1866. En 1877, menos de dos décadas después del tratado de Cobden Chevalier y tres décadas después de la derogación británica, Alemania "prácticamente se había convertido en un país de libre comercio" (Bairoch, 41). Los aranceles promedio sobre productos manufacturados habían disminuido a 9-12 por ciento en el continente, muy lejos de los aranceles británicos del 50 por ciento y numerosas prohibiciones en otros lugares, de la era inmediatamente posterior a Waterloo (Bairoch, tabla 3, página 6 y tabla 5, p. 42)".
Algunas potencias europeas no se liberalizaron durante el siglo XIX, como el Imperio ruso y el Imperio austrohúngaro, que permanecieron altamente proteccionistas. El Imperio otomano también se volvió cada vez más proteccionista. En el caso del Imperio Otomano, sin embargo, tenía políticas liberales de libre comercio durante el siglo XVIII y principios del XIX, que el primer ministro británico Benjamín Disraeli citó como "una instancia de la lesión causada por la competencia desenfrenada" en el debate sobre las Leyes de Maíz de 1846, argumentando que destruyó lo que habían sido "algunas de las mejores manufacturas del mundo" en 1812.
Los países de Europa occidental comenzaron a liberalizar constantemente sus economías después de la Segunda Guerra Mundial y el proteccionismo del período de entreguerras.

### Latinoamérica
Según una evaluación, los aranceles eran "mucho más altos" en América Latina que en el resto del mundo en el siglo anterior a la Gran Depresión.

## El proteccionismo y la Gran Depresión
Economista Douglas Irwin evalúa el impacto de la Ley Smoot-Hawley: en los dos años siguientes a la imposición del arancel en junio de 1930, el volumen de importaciones de Estados Unidos cayó más del 40%. Irwin muestra que parte de esta caída en el comercio se debe al propio arancel, y no a otros factores como la disminución de los ingresos o las represalias extranjeras. Evaluaciones indican que el arancel Smoot-Hawley redujo las importaciones entre un 4% y un 8% (ceteris paribus). Además, una simulación contrafactual sugiere que casi una cuarta parte de la caída observada del 40% en las importaciones puede atribuirse al aumento del arancel efectivo (es decir, Smoot-Hawley más deflación).
Irwin argumenta que, aunque la Ley Arancelaria Smoot-Hawley no fue la causa principal de la Gran Depresión, sí contribuyó a su gravedad al provocar represalias internacionales y reducir el comercio mundial. Esta ley elevó el nivel medio de los aranceles sobre las importaciones gravadas entre un 15% y un 18%. Lo que mitigó su impacto fue el tamaño reducido del sector comercial en ese momento: solo un tercio de las importaciones totales de EE. UU. en 1930 estaban sujetas a derechos, y esas importaciones gravadas representaban solo el 1,4% del PIB. Según Irwin, no hay evidencia de que la legislación haya alcanzado sus objetivos de creación neta de empleo o recuperación económica. Incluso desde una perspectiva keynesiana, la política fue contraproducente, ya que la caída de las exportaciones superó a la reducción de las importaciones. Aunque la disminución de los ingresos extranjeros fue un factor clave en el colapso de las exportaciones estadounidenses, el arancel también limitó el acceso extranjero a dólares estadounidenses, apreciando la moneda y haciendo que los productos estadounidenses fueran menos competitivos en el exterior. Irwin destaca que una de las consecuencias más dañinas de la ley fue el deterioro de las relaciones comerciales de Estados Unidos con sus socios clave. Promulgada en un momento en que la Sociedad de Naciones intentaba establecer una “tregua arancelaria” global, la ley Smoot-Hawley fue ampliamente percibida como una medida unilateral y hostil que socavó la cooperación internacional. En su evaluación, el impacto más significativo a largo plazo fue que el resentimiento generado impulsó a otros países a formar bloques comerciales discriminatorios. Estos acuerdos preferenciales desviaron el comercio de Estados Unidos y obstaculizaron la recuperación económica mundial.
En un artículo de noviembre de 2024, The Economist observó que la ley, “que aumentó los aranceles medios sobre las importaciones en alrededor del 20% e incitó a una guerra comercial de represalias, fue devastadoramente efectiva: el comercio mundial cayó en dos tercios. Fue tan catastrófica para el crecimiento en Estados Unidos y en todo el mundo que los legisladores no han vuelto a tocar el tema desde entonces. ‘Smoot-Hawley’ se convirtió en sinónimo de una política desastrosa”.
El economista Milton Friedman argumentó que, aunque los aranceles de 1930 causaron daños, no fueron la causa principal de la Gran Depresión. Atribuyó la mayor parte de la culpa a la falta de medidas suficientes por parte de la Reserva Federal.
Paul Krugman escribe que el proteccionismo no conduce a las recesiones. Según él, la disminución de las importaciones (que puede obtenerse mediante la introducción de aranceles) tiene un efecto expansivo, es decir, favorable al crecimiento. Así pues, en una guerra comercial, dado que las exportaciones y las importaciones disminuirán por igual, para todo el mundo, el efecto negativo de una disminución de las exportaciones se compensará con el efecto expansivo de una disminución de las importaciones. Por lo tanto, una guerra comercial no causa una recesión. Además, señala que la tarifa Smoot-Hawley no causó la Gran Depresión. La disminución del comercio entre 1929 y 1933 "fue casi enteramente una consecuencia de la Depresión, no una causa. Las barreras comerciales fueron una respuesta a la Depresión, en parte como consecuencia de la deflación".
Peter Temin, explica que un arancel es una política expansiva, como una devaluación, ya que desvía la demanda de los productores extranjeros a los nacionales. Señala que las exportaciones representaban el 7 por ciento del PNB en 1929, cayeron un 1,5 por ciento del PNB de 1929 en los dos años siguientes y la caída se vio compensada por el aumento de la demanda interna a causa de los aranceles. Concluye que, contrariamente al argumento popular, el efecto contractivo del arancel fue pequeño (Temin, P. 1989. Lessons from the Great Depression, MIT Press, Cambridge, Mass).

## Impacto
El historiador económico Paul Bairoch argumentó que la protección económica se correlacionó positivamente con el crecimiento económico e industrial durante el siglo XIX. Por ejemplo, el crecimiento del PNB durante el "período liberal" de Europa a mediados de siglo (donde los aranceles estaban en su punto más bajo), promedió 1.7 % por año, mientras que el crecimiento industrial promedió 1.8 % por año. Sin embargo, durante la era proteccionista de las décadas de 1870 y 1890, el crecimiento del PNB promedió 2.6 % por año, mientras que la producción industrial creció a 3.8 % por año, aproximadamente el doble de rápido que durante la era liberal de aranceles bajos y libre comercio. Un estudio encontró que los aranceles impuestos a los productos manufacturados aumentan el crecimiento económico en los países en desarrollo, y este impacto en el crecimiento se mantiene incluso después de que se deroguen los aranceles. Tras lo cual al liberalizarse vuelve al bajo crecimiento. y el bienestar económico, mientras que el libre comercio, la desregulación y la reducción de las barreras comerciales tienen un efecto positivo en el crecimiento económico.
En Free to Choose, el economista estadounidense Milton Friedman apoya el libre comercio Según la teoría de la ventaja comparativa los beneficios del libre comercio superarían cualquier pérdida ya que el libre comercio genera más empleos de los que destruye porque permite a los países especializarse en la producción de bienes y servicios en los que tienen una ventaja comparativa. El proteccionismo resulta en pérdida de peso muerto; esta pérdida de bienestar general no le da a nadie ningún beneficio. Según el economista Stephen P. Magee, los beneficios del libre comercio superan las pérdidas en hasta 100 a 1. Los proteccionistas creen que existe una necesidad legítima de restricciones gubernamentales al comercio para proteger la independencia económica y, por lo tanto, política de su país.
Durante las décadas de 1960 y 1970, cuando existían muchas más protecciones y otras regulaciones, la economía mundial progresaba mucho más rápidamente que durante las décadas de 1980 y 1990. El ingreso mundial per cápita aumentaba en alrededor del 3 % anual, contra el 2,3 % durante las décadas de 1980 y 1990. En los países desarrollados, el crecimiento del ingreso per cápita retrocedió del 3,2 al 2,2 % comparando 1960-1980 con 1980-1999, mientras que caía a la mitad (del 3 al 1,5 %) en los países en desarrollo. Y en este último período, de no ser por los buenos resultados de China y de India –dos países que para nada siguieron las recetas liberales– los porcentajes hubieran sido aún más bajo.

### Estándares de vida
Un estudio de 2016 encontró que ese comercio generalmente favorece a los pobres. Otra investigación encontró que la entrada de China a la OMC benefició a los consumidores estadounidenses, ya que el precio de los productos chinos se redujo sustancialmente. El economista de Harvard Dani Rodrik argumenta que si bien la globalización y el libre comercio contribuyen a los problemas sociales, "una seria retirada hacia el proteccionismo dañaría a muchos grupos que se benefician del comercio y generaría el mismo tipo de conflictos sociales que la globalización misma genera".

### Países en vías de desarrollo
Durante las décadas de 1960 y 1970, cuando existían muchas más protecciones y otras regulaciones, la economía mundial progresaba mucho más rápidamente que durante las décadas de 1980 y 1990. El ingreso mundial per cápita aumentaba en alrededor del 3 % anual, contra el 2,3 % durante las décadas de 1980 y 1990. En los países desarrollados, el crecimiento del ingreso per cápita retrocedió del 3,2 al 2,2 % comparando 1960-1980 con 1980-1999, mientras que caía a la mitad (del 3 al 1,5 %) en los países en desarrollo. Y en este último período, de no ser por los buenos resultados de China y de India –dos países que no siguieron las recetas liberales– los porcentajes hubieran sido aún más bajo
Esto se debe a que "el crecimiento de la fabricación -y de la miríada de otros trabajos que el nuevo sector de exportación crea- tiene un efecto dominó en toda la economía" que crea competencia entre los productores, eleva los salarios y las condiciones de vida. Los premios Nobel, Milton Friedman y Paul Krugman, han abogado por el libre comercio como un modelo para el desarrollo económico. Alan Greenspan, expresidente de la Reserva Federal de Estados Unidos, ha criticado las propuestas proteccionistas por conducir "a una atrofia de nuestra capacidad competitiva... Si se sigue la ruta proteccionista, las industrias más nuevas y eficientes tendrán menos posibilidades de expandirse, y en general la producción y el bienestar económico sufrirán".
Economistas como Paul Krugman han especulado que aquellos que apoyan el proteccionismo aparentemente para promover los intereses de los trabajadores de los países menos desarrollados son, de hecho, falsos, y solo buscan proteger el empleo en los países desarrollados. Además, los trabajadores de los países menos desarrollados solo aceptan trabajos si son los mejores en la oferta, ya que todos los intercambios mutuamente consensuados deben ser beneficiosos para ambas partes, o de lo contrario no se celebrarían libremente. Que acepten empleos mal pagados de empresas provenientes de países desarrollados muestra que sus otras perspectivas de empleo son peores. Una carta reimpresa en la edición de mayo de 2010 de Econ Journal Watch identifica un sentimiento similar contra el proteccionismo de 16 economistas británicos a comienzos del siglo XX.

### Conflicto
El proteccionismo también ha sido acusado de ser una de las principales causas de la guerra.[cita requerida] Los defensores de esta teoría apuntan a la guerra constante en los siglos XVII y XVIII entre los países europeos cuyos gobiernos eran predominantemente mercantilistas y proteccionistas, la Revolución Americana, que se produjo aparentemente debido a los aranceles e impuestos británicos, así como a las políticas protectoras de la Primera y Segunda Guerra Mundial. Según un lema del economista francés Frédéric Bastiat (1801-1850), "Cuando los bienes no pueden cruzar las fronteras, los ejércitos lo harán".

## Argumentos de los defensores del proteccionismo

### Protección de la industria naciente
Postulado en los Estados Unidos por Alexander Hamilton a finales del siglo XVIII, por Friedrich List en su libro de 1841 "El sistema nacional de economía política" y por John Stuart Mill, el argumento a favor de esta categoría de aranceles era el siguiente: si un país desea desarrollar una nueva actividad económica en su suelo, tendrá que protegerlo temporalmente. En su opinión, es legítimo proteger ciertas actividades mediante barreras aduaneras a fin de darles tiempo para crecer, alcanzar un tamaño suficiente y beneficiarse de las economías de escala mediante el aumento de la producción y las ganancias de productividad. Esto les permitiría ser competitivos para hacer frente a la competencia internacional. En efecto, una empresa necesita alcanzar un cierto volumen de producción para ser rentable a fin de compensar sus costos fijos. Sin proteccionismo, los productos extranjeros que ya son rentables por el volumen de producción ya realizado en su suelo llegarían al país en grandes cantidades a un precio inferior al de la producción local. La naciente industria del país receptor desaparecería rápidamente. Una empresa ya establecida en una industria es más eficiente porque está más adaptada y tiene mayor capacidad de producción. Por lo tanto, las nuevas empresas sufren pérdidas debido a la falta de competitividad vinculada a su "aprendizaje" o período de recuperación. Al estar protegidas de esta competencia externa, las empresas pueden, por lo tanto, establecerse en su mercado interno. Como resultado, se benefician de una mayor libertad de maniobra y de una mayor certidumbre en cuanto a su rentabilidad y su desarrollo futuro. La fase proteccionista es, por lo tanto, un período de aprendizaje que permitiría a los países menos adelantados adquirir conocimientos generales y técnicos en los ámbitos de la producción industrial para ser competitivos en el mercado internacional.
Según los economistas partidarios de la protección de las industrias, el libre comercio condenaría a los países en desarrollo a no ser más que exportadores de materias primas e importadores de productos manufacturados. La aplicación de la teoría de la ventaja comparativa les llevaría a especializarse en la producción de materias primas y productos extractivos e impediría que adquirieran una base industrial. Protección de la industria naciente (por ejemplo, a través de los aranceles sobre los productos importados) sería, por lo tanto, esencial para que los países en desarrollo se industrializaran y escaparan de su dependencia de la producción de materias primas.
El economista Ha-Joon Chang sostiene que la mayoría de los países desarrollados de hoy en día han aplicado políticas opuestas a libre comercio y laissez-faire. Según él, cuando eran los propios países en desarrollo, casi todos ellos utilizaban activamente políticas comerciales e industriales intervencionistas para promover y proteger las industrias incipientes. En cambio, habrían fomentado sus industrias nacionales mediante aranceles, subvenciones y otras medidas. En su opinión, el Reino Unido y los Estados Unidos no han llegado a la cima de la jerarquía económica mundial adoptando el libre comercio. De hecho, esos dos países habrían estado entre los mayores usuarios de medidas proteccionistas, incluidos los aranceles. En cuanto a los países del Asia oriental, señala que los períodos más largos de crecimiento rápido en estos países no coinciden con fases prolongadas de libre comercio, sino con fases de protección y promoción industrial. Las políticas comerciales e industriales intervencionistas habrían desempeñado un papel crucial en su éxito económico. Estas políticas habrían sido similares a las utilizadas por el Reino Unido en el siglo XVIII y por los Estados Unidos en el siglo XIX. Considera que la política de protección de la industria incipiente ha generado un rendimiento de crecimiento mucho mejor en el mundo en desarrollo que las políticas de libre comercio desde la década de 1980.
En la segunda mitad del siglo XX, Nicholas Kaldor retoma argumentos similares para permitir la reconversión de las industrias envejecidas. En este caso, el objetivo era salvar una actividad amenazada de extinción por la competencia externa y salvaguardar los empleos. El proteccionismo debe permitir a las empresas que envejecen recuperar su competitividad a medio plazo y, en el caso de las actividades que están por desaparecer, permite la reconversión de estas actividades y empleos.

### Protección contra el dumping
Los Estados que recurren al proteccionismo invocan la competencia desleal o las prácticas de dumping:[cita requerida]
- Manipulación de divisas: una divisa se devalúa cuando las autoridades monetarias deciden intervenir en el mercado de divisas para reducir el valor de la moneda frente a otras divisas. Esto hace que los productos locales sean más competitivos y que los productos importados sean más caros, lo que aumenta las exportaciones y disminuye las importaciones, mejorando así la balanza comercial. Los países con monedas débiles causan desequilibrios comerciales: tienen grandes superávit externos mientras que sus competidores tienen grandes déficits.
- Dumping fiscal: algunos estados de paraíso fiscal tienen tasas de impuestos corporativos y personales más bajas.
- Dumping social: cuando un estado reduce las contribuciones sociales o mantiene estándares sociales muy bajos.
- Dumping ambiental: cuando las regulaciones ambientales son menos estrictas que en otros lugares.

### Keynes y los desequilibrios comerciales
El punto de inflexión de la Gran Depresión
Según la teoría keynesiana, los déficits comerciales son perjudiciales. Los países que importan más de lo que exportan debilitan su economía. Cuando el déficit comercial aumenta, el desempleo sube y el PIB se ralentiza. Y los países con superávit se enriquecen a costa de los países con déficit. Destruyen la producción de sus socios comerciales. John Maynard Keynes creía que había que gravar a los países con superávit para evitar los desequilibrios comerciales.
Al principio de su carrera, Keynes era un economista marshalliano profundamente convencido de los beneficios del libre comercio. A partir de la crisis de 1929, constatando el compromiso de las autoridades británicas de defender la paridad del oro de la libra esterlina y la rigidez de los salarios nominales, se adhirió progresivamente a medidas proteccionistas
.
El 5 de noviembre de 1929, al ser escuchado por el Comité MacMillan para sacar a la economía británica de la crisis, Keynes indicó que la introducción de aranceles a las importaciones ayudaría a reequilibrar la balanza comercial. El informe de la comisión afirma en una sección titulada "control de las importaciones y ayuda a la exportación, que en una economía en la que no hay pleno empleo, la introducción de aranceles puede mejorar la producción y el empleo. Así, la reducción del déficit comercial favorece el crecimiento del país.
En enero de 1930, en el Consejo Económico Consultivo, Keynes propuso la introducción de un sistema de protección para reducir las importaciones. En otoño de 1930, propuso un arancel uniforme del 10 % para todas las importaciones y subvenciones del mismo tipo para todas las exportaciones. En el Tratado sobre el dinero, publicado en el otoño de 1930, retomó la idea de los aranceles u otras restricciones comerciales con el objetivo de reducir el volumen de las importaciones y reequilibrar la balanza comercial.
El 7 de marzo de 1931, en el New Statesman y Nation, escribió un artículo titulado Proposal for a Tariff Revenue. Señala que la reducción de los salarios conduce a una reducción de la demanda interna, lo que limita las oportunidades de mercado. Propone en cambio la idea de una política expansiva asociada a un sistema arancelario para neutralizar los efectos sobre la balanza comercial. La aplicación de aranceles aduaneros le parecía "inevitable, sea quien sea el Ministro de Hacienda". Así, para Keynes, una política de recuperación económica sólo es plenamente eficaz si se elimina el déficit comercial. Propuso un impuesto del 15 % sobre los productos manufacturados y semimanufacturados y del 5 % sobre determinados productos alimenticios y materias primas, quedando exentos otros necesarios para la exportación (lana, algodón).
En 1932, en un artículo titulado Los pro y los antiaranceles, publicado en The Listener, se planteó la protección de los agricultores y de ciertos sectores como el automovilístico y el siderúrgico, considerándolos indispensables para Gran Bretaña.
La crítica a la teoría de la ventaja comparativa
En la situación posterior a la crisis de 1929, Keynes consideró que los supuestos del modelo de libre comercio no eran realistas. Critica, por ejemplo, el supuesto neoclásico de ajuste salarial.
Ya en 1930, en una nota al Economic Advisory Council, dudaba de la intensidad de la ganancia de la especialización en el caso de los productos manufacturados. Mientras participaba en el Comité MacMillan, admitió que ya no "creía en un grado muy alto de especialización nacional" y se negó a "abandonar cualquier industria que no pueda, por el momento, sobrevivir". También criticó la dimensión estática de la teoría de la ventaja comparativa que, según él, al fijar definitivamente las ventajas comparativas, conduce en la práctica a un despilfarro de los recursos nacionales·.
En el Daily Mail del 13 de marzo de 1931, calificó de "disparate" la hipótesis de la perfecta movilidad sectorial de la mano de obra, ya que estipula que una persona que se queda sin trabajo contribuye a reducir la tasa salarial hasta que encuentra un empleo. Sin embargo, para Keynes, este cambio de trabajo puede implicar costes (búsqueda de empleo, formación) y no siempre es posible. En general, para Keynes, los supuestos de pleno empleo y retorno automático al equilibrio desacreditan la teoría de la ventaja comparativa·.
En julio de 1933, publicó un artículo en el New Statesman and Nation titulado National Self-Sufficiency, en el que criticaba el argumento de la especialización de las economías, base del libre comercio. Así, propuso la búsqueda de un cierto grado de autosuficiencia. A la especialización de las economías preconizada por la teoría ricardiana de la ventaja comparativa, prefiere el mantenimiento de una diversidad de actividades para las naciones. En él refuta el principio del comercio de la paz. Su visión del comercio se ha convertido en la de un sistema en el que los capitalistas extranjeros compiten por la conquista de nuevos mercados. Defiende la idea de producir en suelo nacional cuando sea razonablemente posible y expresa su simpatía por los partidarios del proteccionismo. 
Señala en Autosuficiencia Nacional:

Un grado considerable de especialización internacional es necesario en un mundo racional en todos los casos en que lo dictan las grandes diferencias de clima, recursos naturales, aptitudes nativas, nivel de cultura y densidad de población. Pero en una gama cada vez más amplia de productos industriales, y quizá también de productos agrícolas, he llegado a dudar de que la pérdida económica de la autosuficiencia nacional sea lo suficientemente grande como para compensar las demás ventajas de situar gradualmente el producto y el consumidor en el ámbito de una misma organización nacional, económica y financiera. La experiencia acumulada demuestra que la mayoría de los procesos modernos de producción en masa pueden llevarse a cabo en la mayoría de los países y climas con una eficiencia casi igual.

También escribe en Autosuficiencia Nacional:

Por lo tanto, simpatizo con los que quieren minimizar, más que con los que quieren maximizar, el enredo económico entre las naciones. Las ideas, el conocimiento, la ciencia, la hospitalidad, los viajes... son cosas que, por su naturaleza, deberían ser internacionales. Pero dejemos que los bienes sean hechos en casa siempre que sea razonable y convenientemente posible, y, sobre todo, que las finanzas sean principalmente nacionales.

En años posteriores, Keynes mantuvo una correspondencia escrita con James Meade centrada en el tema de la restricción de las importaciones. Keynes y Meade debatieron sobre la mejor opción entre la cuota y el arancel. En marzo de 1944, Keynes inició una discusión con Marcus Fleming después de que este último escribiera un artículo titulado Cuotas versus depreciación. En esta ocasión, observamos que ha adoptado definitivamente una posición proteccionista tras la Gran Depresión. Considera que las cuotas pueden ser más eficaces que la depreciación de la moneda para hacer frente a los desequilibrios exteriores. Así, para Keynes, la depreciación de la moneda ya no era suficiente y las medidas proteccionistas se hicieron necesarias para evitar los déficits comerciales. Para evitar el retorno de las crisis debido a un sistema económico autorregulado, le parecía esencial regular el comercio y detener el libre comercio (desregulación del comercio exterior).
Muchos economistas y comentaristas de la época apoyaron su opinión sobre los desequilibrios comerciales. Como dijo Geoffrey Crowther: "Si las relaciones económicas entre las naciones no se acercan de alguna manera al equilibrio, entonces no hay ningún sistema financiero que pueda salvar al mundo de las consecuencias empobrecedoras del caos".. Influidos por Keynes, los textos económicos de la inmediata posguerra hacen mucho hincapié en la balanza comercial. Sin embargo, en los últimos años, desde el fin del sistema Bretton Woods en 1971, con la creciente influencia de las escuelas de pensamiento monetarista en la década de 1980, estas preocupaciones -y en particular las relativas a los efectos desestabilizadores de los grandes superávits comerciales- han desaparecido en gran medida del discurso; están recibiendo cierta atención de nuevo a raíz de la crisis financiera de 2007-2008.

### Libre comercio y pobreza
Según los economistas que defienden el proteccionismo, el libre comercio optimiza los sectores en los que el país ya es eficiente. Esto tendería a encerrar a los países pobres en los bajos salarios de las industrias extractivas y agrícolas existentes. Por lo tanto, no podrían industrializarse de manera significativa. Así pues, el mayor acceso al competitivo mercado mundial y los beneficios de la liberalización del comercio beneficiarían solo a un pequeño grupo de naciones cuyas industrias ya serían bastante competitivas. Según Paul Bairoch, un gran número de países del Tercer Mundo que han seguido el libre comercio pueden ser considerados ahora como "cuasi-desiertos industriales"; observa que:

Libre comercio significó para el Tercer Mundo la aceleración del proceso de subdesarrollo económico.

Según el surcoreano Ha-Joon Chang los años 60 y 80 fueron un período de políticas proteccionistas e intervencionistas en el mundo mientras que desde los años 80 vivimos un período de libre comercio. Dijo que los países en desarrollo tuvieron mejores resultados económicos durante el período proteccionista que durante el actual período de libre comercio. De hecho, los países pobres se habrían empobrecido aún más desde que eliminaron las protecciones económicas a principios del decenio de 1980. En 2003, 54 naciones eran más pobres que en 1990 (Informe de Desarrollo Humano de la ONU 2003, p.|34). Durante los decenios de 1960 y 1970 (el período proteccionista), cuando los países tenían más protección, la economía mundial se habría desarrollado mucho más rápidamente que en la actualidad. El ingreso mundial per cápita habría aumentado alrededor del 3 % anual, mientras que entre 1980 y 2000 (período de libre comercio) habría aumentado solo alrededor del 2 %. El crecimiento del ingreso per cápita en los países desarrollados habría aumentado del 3,2 % anual entre 1960 y 1980 al 2,2 % anual entre 1980 y 1999, mientras que en los países en desarrollo habría aumentado del 3 % al 1,5 % anual.
Se estima que en América Latina la tasa de crecimiento anual del ingreso per cápita ha disminuido del 3,1 % anual entre 1960 y 1980 al 0,6 % anual entre 1980 y 1999. La crisis habría sido aún más profunda en otras regiones: entre 1980 y 1999, el ingreso per cápita habría disminuido en el Oriente Medio y el África septentrional (a una tasa anual de -0,2 %) mientras que habría aumentado en un 2,5 % anual entre 1960 y 1980. Por último, desde el comienzo de su transición económica, la mayoría de los antiguos países comunistas habrían experimentado los descensos más rápidos en el nivel de vida de la historia moderna, y muchos de ellos ni siquiera habrían recuperado la mitad del nivel de ingresos per cápita bajo el comunismo.
Los países subsaharianos de África tenían en 2003 un ingreso per cápita más bajo que 40 años antes (Ndulu, Banco Mundial, 2007, p.|33). En el marco del libre comercio, África estaría menos industrializada hoy que hace cuatro decenios. Se estima que la contribución del sector manufacturero de África al producto interno bruto del continente ha disminuido del 12 % en 1980 al 11 % en 2013, y ha permanecido estancada en los últimos años, según la Comisión Económica de las Naciones Unidas para África (CEPA). Se estima que África representó más del 3 % de la producción manufacturera mundial en el decenio de 1970, y se estima que ese porcentaje se ha reducido a la mitad desde entonces. Se estima que entre 1980 y 2000 (período de libre comercio), el ingreso per cápita en el África subsahariana disminuyó un 9 %, mientras que las políticas intervencionistas lo aumentaron en un 37 % entre 1960 y 1980. Además, aplicando laissez-faire, pocos países africanos habrían podido convertir su reciente recurso en una base industrial más sostenible. Y en el último decenio, muchos países africanos habrían aumentado, en lugar de reducir, su dependencia de los productos básicos, cuyas notorias fluctuaciones de precios dificultan el crecimiento sostenido. Sin embargo, algunos países africanos habrían logrado entrar en una fase de industrialización: Etiopía, Ruanda y, en menor medida, Tanzania. El denominador común entre ellos es que habrían abandonado el libre comercio y adoptado políticas que se dirigen y promueven sus propias industrias manufactureras. Habrían perseguido un "modelo de Estado desarrollista" en el que los gobiernos gestionan y regulan las economías. Así pues, desde 2006, el sector manufacturero de Etiopía habría crecido a una tasa media anual de más del 10 %, aunque a partir de una base muy baja.
Según los economistas que defienden el proteccionismo, los países pobres que han logrado tener un crecimiento fuerte y sostenible son los que se han convertido en mercantilistas y no en libres comerciantes: China, Corea del Sur, Japón, Taiwan. Así pues, mientras que en los años noventa China y la India tenían el mismo PIB per cápita, China habría seguido una política mucho más mercantilista y ahora tiene un PIB per cápita tres veces mayor que el de la India Una parte significativa del ascenso de China en la arena del comercio internacional no vendría de los supuestos beneficios de la competencia internacional sino de la reubicación de compañías de países desarrollados. Dani Rodrik subraya que los países que han violado sistemáticamente las reglas de la globalización han experimentado el mayor crecimiento. Bairoch señala que en el sistema de libre comercio, "el ganador es el que no juega el juego".

### Desindustrialización y deflación salarial
Desindustrialización
Algunos países que practican el libre comercio están experimentando una desindustrialización. Por ejemplo, según el Economic Policy Institute, el libre comercio ha creado un gran déficit comercial en los Estados Unidos durante decenios, lo que ha dado lugar al cierre de muchas fábricas y ha costado a los Estados Unidos millones de puestos de trabajo en el sector manufacturero. Los déficits comerciales reemplazan los empleos manufactureros bien pagados por empleos de servicios con bajos salarios. Además, los déficits comerciales provocan importantes pérdidas salariales, no solo para los trabajadores del sector manufacturero, sino para todos los trabajadores de la economía en su conjunto que no tienen un título universitario. Por ejemplo, en 2011, 100 millones de trabajadores a tiempo completo y sin título universitario sufrieron una pérdida media de 1800 dólares en su salario anual.

De hecho, estos trabajadores que han perdido sus empleos en el sector manufacturero y tienen que aceptar una reducción de sus salarios para encontrar trabajo en otros sectores están creando una competencia que reduce los salarios de los trabajadores ya empleados en esos otros sectores. Además, la amenaza de reubicación de las instalaciones de producción lleva a los trabajadores a aceptar recortes salariales para mantener sus puestos de trabajo.
Según el EPI, los acuerdos comerciales no han reducido los déficits comerciales, sino que los han aumentado. El creciente déficit comercial con China es el resultado de la manipulación de su moneda por parte de China, sus políticas de dumping, sus subsidios, las barreras comerciales que le dan una ventaja muy significativa en el comercio internacional. Además, los puestos de trabajo industriales perdidos por las importaciones de China están mucho mejor remunerados que los puestos de trabajo creados por las exportaciones a China. 
De hecho, los Estados Unidos exportan productos de bajos salarios, como productos agrícolas, a China e importan productos de altos salarios, como productos informáticos y electrónicos. Por consiguiente, la realidad económica de los Estados Unidos es contraria a la teoría económica, que sostiene que los Estados Unidos se especializan en la producción de bienes que requieren trabajadores altamente calificados y bien remunerados e importan bienes que requieren una mano de obra menos calificada. Así, incluso si las importaciones fueran iguales a las exportaciones, los trabajadores seguirían perdiendo sus salarios.
David Autor, David Dorn y Gordon Hanson muestran que el comercio con China le costó a los estadounidenses aproximadamente un millón de trabajadores estadounidenses en el sector manufacturero entre 1991 y 2007. La competencia de las importaciones chinas ha provocado la pérdida de puestos de trabajo en el sector manufacturero y la disminución de los salarios. También descubrieron que las ganancias de trabajo compensatorias en otras industrias nunca se materializaron. Las empresas cerradas ya no encargan bienes y servicios a empresas locales no manufactureras y los antiguos trabajadores industriales pueden estar desempleados durante años o de forma permanente. El aumento de la exposición a las importaciones reduce los salarios en el sector no manufacturero gracias a la menor demanda de bienes no manufactureros y al aumento de la oferta de mano de obra de los trabajadores que han perdido su empleo en el sector manufacturero. Hay una disminución en el ingreso anual promedio del hogar de 549$ por adulto en edad de trabajar para un 1000$ aumento de la exposición a las importaciones. Otro trabajo de este equipo de economistas, con Daron Acemoglu y Brendan Price, estima que la competencia de las importaciones chinas le costó a los Estados Unidos hasta 2,4 millones de puestos de trabajo en total entre 1999 y 2011.
Avraham Ebenstein, Margaret McMillan, Ann Harrison también señalaron en su artículo "Why are American Workers getting Poorer? China, Trade and Offshoring" estos efectos negativos del comercio con China en los trabajadores americanos.
Otras investigaciones muestran que en el Reino Unido, en el decenio de 2000, los trabajadores de los sectores más afectados por el crecimiento de las importaciones procedentes de China pasaron más tiempo desempleados y experimentaron una disminución de los ingresos. Una vez más, estos efectos fueron más pronunciados entre los trabajadores poco cualificados.
El sector manufacturero es un sector altamente productivo y de gran intensidad de capital que promueve salarios altos y buenos beneficios para sus trabajadores. De hecho, el sector representa más de dos tercios de las actividades de investigación y desarrollo del sector privado y emplea a más del doble de científicos e ingenieros que el resto de la economía. Por consiguiente, el sector manufacturero es un estímulo muy importante para el crecimiento económico general. El sector manufacturero también se asocia con trabajos de servicios bien remunerados como la contabilidad, la gestión empresarial, la investigación y el desarrollo y los servicios jurídicos. Por consiguiente, la desindustrialización también está provocando una pérdida significativa de esos empleos en el sector de los servicios. Por lo tanto, la desindustrialización significa la desaparición de un motor muy importante de crecimiento económico.
Deflación salarial y crisis de la deuda

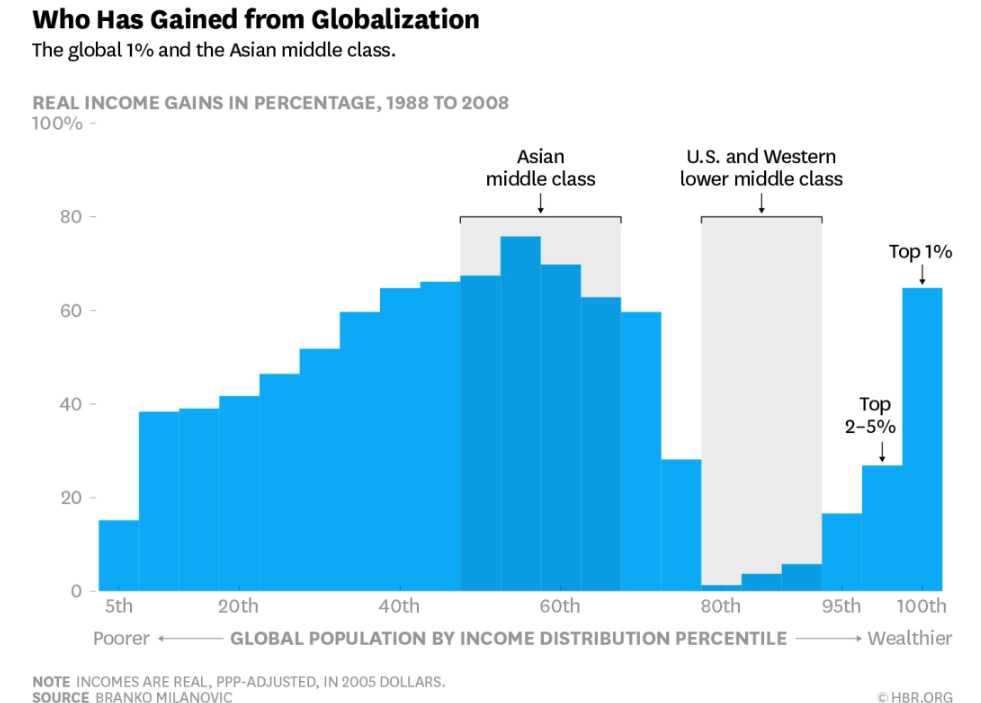
Ganancias de ingresos reales en la población mundial

Según el economista Jacques Sapir, el libre comercio conduce a la deslocalización y a un efecto deprimente sobre los salarios en algunos países que lo practican, como los Estados Unidos. De hecho, otros países (por ejemplo, en Asia) han elaborado políticas comerciales internacionales depredadoras o mercantilistas. Por ejemplo, han llevado a cabo devaluaciones monetarias muy importantes, políticas de dumping social y ecológico, políticas de deflación competitiva y limitación de su consumo interno. En el contexto del libre comercio generalizado establecido por la OMC, esto ha llevado a la reubicación de fábricas y empleos a estos países mercantilistas. De hecho, la liberalización financiera y comercial ha facilitado los desequilibrios entre la producción y el consumo en los países de libre comercio, lo que ha provocado crisis. En esos países, la diferencia entre el ingreso medio y el ingreso mediano se estaba ampliando. En algunos países, los ingresos de la mayoría de la población están completamente estancados o incluso disminuyen. Este efecto de deflación salarial se ha visto amplificado por la amenaza de deslocalización, que lleva a los empleados a aceptar peores condiciones sociales y salariales para preservar los puestos de trabajo. La dirección de la empresa utiliza la amenaza de la reubicación para impugnar los acuerdos y reglamentos sociales anteriores. Por lo tanto, los países de libre comercio solo pueden elegir entre la deflación salarial o la deslocalización y el desempleo.

Así pues, el libre comercio contribuye a la disminución de los ingresos de la mayoría de los hogares. El auge del crédito, que técnicamente desencadenó la crisis, fue el resultado de un intento de mantener la capacidad de consumo de la mayoría de las personas en un momento en que los ingresos se estancaban o incluso disminuían como consecuencia del libre comercio (como en los Estados Unidos en el caso del hogar mediano). La deuda de los hogares está aumentando drásticamente en todos los países desarrollados. Además, la presión competitiva de las políticas de dumping ha llevado a un rápido aumento del endeudamiento de las empresas. El aumento del endeudamiento de los agentes privados (hogares y empresas) en los países desarrollados, cuando la mayoría de los ingresos de los hogares se han reducido, relativa o absolutamente, por los efectos de la deflación de los salarios, solo podría conducir a una crisis de insolvencia. Esto es lo que llevó a la crisis financiera.
La insolvencia de la gran mayoría de los hogares está en el centro de la crisis de la deuda hipotecaria que afectó a los Estados Unidos, el Reino Unido y España. Así pues, en el centro de la crisis no están los bancos, cuya perturbación es solo un síntoma, sino el libre comercio, cuyos efectos se combinan con los de la liberalización financiera.
Por lo tanto, la globalización ha creado desequilibrios, como la deflación de los salarios en algunos países. Estos desequilibrios han llevado a su vez a un repentino aumento de la deuda de los actores privados. Y esto ha llevado a una crisis de insolvencia. Finalmente, las crisis se han vuelto cada vez más rápidas y brutales. Por lo tanto, la introducción de medidas proteccionistas, como contingentes y aranceles, es esencial para proteger los mercados internos de los países, aumentar los salarios y aumentar la demanda. Esto podría permitir la reconstrucción del mercado interno sobre una base estable, con una mejora significativa de la capacidad crediticia de los hogares y las empresas.

### Crítica de la teoría de la ventaja comparativa
La teoría de la ventaja comparativa dice que las fuerzas del mercado impulsan todos los factores de producción para su mejor uso en la economía. Indica que el libre comercio internacional beneficiaría a todos los países participantes y al mundo en su conjunto porque podrían aumentar su producción global y consumir más al especializarse según sus ventajas comparativas. Las mercancías se abaratarían y estarían disponibles en mayores cantidades. Además, esta especialización no se produciría por casualidad o por intención política, sino que sería automática. Sin embargo, según los economistas no neoclásicos, la aplicación de las teorías del libre comercio y de las ventajas comparativas se basa en supuestos que no son ni teórica ni empíricamente válidos··.
Suposición poco realista 1- el capital y el trabajo no son internacionalmente móviles
La inmovilidad internacional de la mano de obra y el capital es fundamental para la teoría de la ventaja comparativa. David Ricardo era consciente de que la inmovilidad internacional del trabajo y el capital es una hipótesis indispensable. Los economistas neoclásicos, por otro lado, sostienen que la escala de tales movimientos de trabajo y capital es insignificante. Han desarrollado la teoría de la compensación de precios por factores que hace que estos movimientos sean superfluos. 
En la práctica, sin embargo, los trabajadores se desplazan en gran número de un país a otro. capital se han vuelto cada vez más móviles y se desplazan con frecuencia de un país a otro. Además, el supuesto neoclásico de que los factores están atrapados a nivel nacional no tiene base teórica y la hipótesis de la igualación de los precios de los factores no puede justificar la inmovilidad internacional. Además, no hay pruebas de que los precios de los factores se igualen en todo el mundo. Por lo tanto, las ventajas comparativas no pueden determinar la estructura del comercio internacional.·
Suposición poco realista 2- no hay externalidades
Una externalidad es el término que se utiliza cuando el precio de un producto no refleja su costo o valor económico real. La clásica externalidad negativa es la degradación del medio ambiente, que reduce el valor de los recursos naturales sin aumentar el precio del producto que los ha dañado. La clásica externalidad positiva es la invasión tecnológica, en la que la invención de un producto por parte de una empresa permite que otros lo copien o construyan sobre él, generando una riqueza que la empresa original no puede captar. Si los precios están equivocados debido a externalidades positivas o negativas, el libre comercio producirá resultados subóptimos.·
Suposición poco realista 3- los recursos productivos se mueven fácilmente a través de las industrias
La teoría de la ventaja comparativa supone que los recursos utilizados para producir un producto pueden utilizarse para producir otro objeto. Si no pueden, las importaciones no empujarán la economía hacia industrias más adecuadas a su ventaja comparativa y solo destruirán las industrias existentes.
Por ejemplo, cuando los trabajadores no pueden trasladarse de una industria a otra -por lo general porque no tienen las habilidades adecuadas o no viven en el lugar correcto- los cambios en la ventaja comparativa de la economía no los trasladarán a una industria más apropiada, sino al desempleo o a trabajos precarios y poco productivos.
Suposición poco realista 4- las ganancias del comercio internacional son solo ganancias estáticas
La teoría de la ventaja comparativa permite un análisis "estático" en lugar de "dinámico" de la economía. Los desarrollos dinámicos endógenos al comercio, como el crecimiento económico, no están integrados en la teoría de Ricardo. Y esto no se ve alterado por lo que se llama "ventaja comparativa dinámica". 
Sin embargo, el mundo, y en particular los países industrializados, se caracterizan por ganancias dinámicas endógenas al comercio. Además, las ganancias dinámicas son más importantes que las estáticas.·
Suposición poco realista 5- el comercio siempre estará equilibrado y hay un mecanismo de ajuste
Una suposición crucial tanto en las formulaciones clásicas como neoclásicas de la teoría de la ventaja comparativa es que el comercio está equilibrado, lo que significa que el valor de las importaciones es igual al valor de las exportaciones de cada país. El volumen del comercio puede cambiar, pero el comercio internacional siempre estará en equilibrio al menos después de algún tiempo de ajuste. 
Sin embargo, los desequilibrios comerciales son la norma y el comercio equilibrado es en la práctica solo una excepción. Además, las crisis financieras, como la crisis asiática del decenio de 1990, demuestran que los desequilibrios de la balanza de pagos rara vez son benignos y no se autorregulan. No hay ningún mecanismo de ajuste en la práctica.·
Suposición poco realista 6- el comercio internacional se entiende como el trueque
La definición de comercio internacional como comercio de trueque es la base para la suposición de un comercio equilibrado. Ricardo insiste en que el comercio internacional tiene lugar como si fuera un mero comercio de trueque, presunción que mantienen los economistas clásicos y neoclásicos posteriores. 
En la práctica, sin embargo, la velocidad de circulación no es constante y la cantidad de dinero no es neutral para la economía real. El dinero no es solo un medio de intercambio. Es ante todo un medio de pago y también se utiliza para almacenar valor, para saldar deudas, para transferir riqueza. Así, contrariamente a la hipótesis de trueque de la teoría de la ventaja comparativa, el dinero no es una mercancía como cualquier otra. Y el dinero como reserva de valor en un mundo de incertidumbre influye significativamente en los motivos y decisiones de los poseedores y productores de riqueza.·
Suposición poco realista 7- el trabajo o el capital se utiliza a plena capacidad
Ricardo y los economistas clásicos subsiguientes asumen que la mano de obra tiende a estar plenamente empleada y que el capital siempre se utiliza plenamente en una economía liberalizada, porque ningún propietario de capital dejará su capital sin utilizar, sino que siempre tratará de obtener un beneficio de él. El hecho de que no exista un límite para el uso del capital es una consecuencia de la ley de Jean-Baptiste Say que presume que la producción está limitada solo por los recursos, lo que también es adoptado por los economistas neoclásicos 
Sin embargo, en la práctica, el mundo se caracteriza por el desempleo. El desempleo y el subempleo del capital y la mano de obra no son fenómenos a corto plazo, sino que son comunes y generalizados. El desempleo y los recursos sin explotar son la regla y no la excepción.·

## Tendencias mundiales actuales

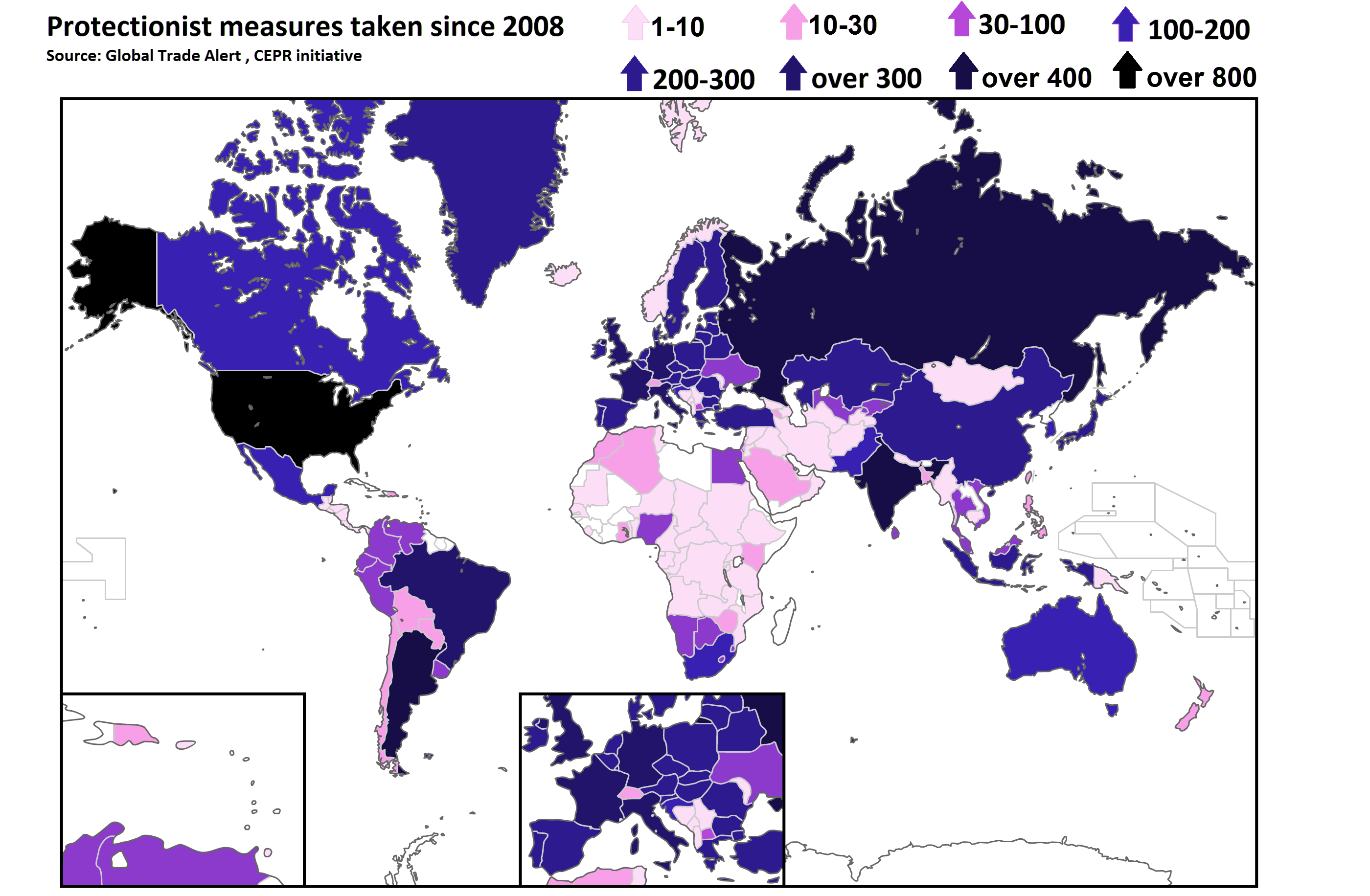
Medidas proteccionistas tomadas desde 2008 según Global Trade Alert.

Desde el final de la Segunda Guerra Mundial, ha sido la política declarada de la mayoría de los países del Primer mundo eliminar el proteccionismo a través de políticas de libre comercio aplicadas por tratados y organizaciones internacionales como la Organización Mundial del Comercio. Ciertas políticas de los gobiernos del Primer Mundo han sido criticadas como proteccionistas, como la Política Agrícola Común de la Unión Europea, los subsidios agrícolas de larga data y las disposiciones propuestas "Comprar estadounidense" en los paquetes de recuperación económica en los Estados Unidos.
Los jefes de la reunión del G20 en Londres el 2 de abril de 2009 se comprometieron a "No repetiremos los errores históricos del proteccionismo de épocas anteriores". El cumplimiento de esta promesa es monitoreado por Global Trade Alert, proporcionando información actualizada y comentarios informados para ayudar a asegurar que se cumpla la promesa del G20 manteniendo la confianza en el sistema de comercio mundial, disuadiendo los actos de empobrecer al vecino y preservando la contribución que las exportaciones podrían desempeñar en la futura recuperación de la economía mundial.
Aunque reiteraron lo que ya se habían comprometido, en noviembre de 2009 en Washington, el Banco Mundial informó que 17 de estos 20 países habían impuesto medidas restrictivas del comercio desde entonces. En su informe, el Banco Mundial dice que la mayoría de las principales economías del mundo están recurriendo a medidas proteccionistas a medida que la desaceleración económica global comienza a afectar. Los economistas que han examinado el impacto de nuevas medidas restrictivas del comercio utilizando estadísticas comerciales bilaterales mensuales detalladas estimaron que las nuevas medidas adoptadas hasta finales de 2009 estaban distorsionando el comercio mundial de mercancías en un 0,25 % a 0,5 % (alrededor de $50 mil millones al año).